# كاميرون جانون
كاميرون جانون (23 يناير 1989 - )  (بالإنجليزية: Cameron Gannon)‏ هو لاعب كريكت أسترالي. لعب مع Brisbane Heat ‏ وفريق كوينسلاند للكريكت ‏ وMelbourne Renegades ‏ وميلبورن ستارز ‏.

## وصلات خارجية
- كاميرون جانون على موقع إي آس بي آن كريك إنفو (الإنجليزية)